# OGLE-2003-BLG-235Lb/MOA-2003-BLG-53Lb
OGLE-2003-BLG-235Lb/MOA-2003-BLG-53Lbは、Optical Gravitational Lensing ExperimentとMicrolensing Observations in Astrophysicsの共同研究によって2004年に発見された太陽系外惑星である。質量が非常に大きく、木星と似た木星型惑星であると考えられている。恒星から4.3天文単位（太陽地球間の4.3倍の距離）離れた軌道を公転している。